# Serafin Józef Zwoliński
Serafin Józef Zwoliński CFA (ur. 16 października 1879 w Iwanowicach, zm. 26 grudnia 1940 w Dachau) – polski zakonnik, Sługa Boży Kościoła katolickiego.
W dniu urodzin przyjął sakrament chrztu. 28 sierpnia 1902 wstąpił do zgromadzenia prowadzonego przez uznanego później za świętego Brata Alberta Chmielowskiego i 17 września został wpisany do Trzeciego Zakonu św. Franciszka. 20 marca 1934 złożył w Zgromadzeniu Braci Albertynów śluby wieczyste. Profesję odbierał ówczesny przełożony generalny Zgromadzenia Braci Posługujących Ubogim, Sługa Boży brat Wincenty Józef Wolniarski.
Działalność brata Serafina (bo takie imię przyjął) w klasztorze na Kalatówkach związana była z pełnieniem obowiązków przełożonego, mistrza nowicjuszy, a później kwestarza.
Po wybuchu II wojny światowej padł ofiarą prześladowań okupanta i 13 stycznia 1940 został aresztowany przez Gestapo w zakładzie wychowawczym Zgromadzenia w Krakowie. Więziony na Montelupich i w Wiśniczu trafił do niemieckiego obozu koncentracyjnego Auschwitz-Birkenau. Tam zarejestrowany pod numerem obozowym 837 i przewieziony dalej do KL Dachau, gdzie otrzymał kolejny numer 22203. Zmarł z wyczerpania 26 grudnia 1940 roku.
Zapamiętany został z apostolatu prowadzonego wśród więźniów obozu, którego owocem były liczne nawrócenia. Cechy charakteru jakimi jest opisywany: pokora, miłość Boga i bliźnich oraz nabożeństwo do Jezusa Miłosiernego i Matki Bożej, a także propagowanie Koronki do Bożego Miłosierdzia i godne znoszenie cierpienia legło u podstawy beatyfikacji brata Serafina.
Jest jednym z 122 Sług Bożych wobec których 17 września 2003 roku rozpoczął się, proces beatyfikacyjny drugiej grupy męczenników z okresu II wojny światowej.